# We Are the People
We Are the People ist ein Song des australischen Musikprojekts Empire of the Sun, der als zweite Single aus dem Debütalbum Walking on a Dream am 20. September 2008 in Australien ausgekoppelt wurde.
Am 21. Februar 2009 wurde die Single We Are the People in Deutschland veröffentlicht. Der Song erreichte in Deutschland jedoch nur Platz 65. Bekanntheit erreichte der Song in Deutschland erst im Jahr 2010 durch die Verwendung in Werbespots von Vodafone und konnte sich dadurch zum ersten Mal an der Spitze der deutschen Singlecharts platzieren.
Im September 2022 erreichte ein Remix des Songs von Southstar Platz 48 der deutschen Singlecharts.

## Musikvideo
Das Musikvideo wurde unter der Regie von Josh Logue in Mexiko gedreht und insgesamt vom alten mexikanischen Festival Día de los Muertos inspiriert. Zu den Drehorten zählten unter anderem die Gärten von Sir Edward James in Las Pozas, Monterrey und García.

## Kommerzieller Erfolg

### Chartplatzierungen
| ChartsChartplatzierungen     | Höchstplatzierung | Wochen |
| ---------------------------- | ----------------- | ------ |
| Australien (ARIA)            | 24 (17 Wo.)       | 17     |
| Deutschland (GfK)            | 1 (52 Wo.)        | 52     |
| Österreich (Ö3)              | 2 (26 Wo.)        | 26     |
| Schweiz (IFPI)               | 20 (45 Wo.)       | 45     |
| Vereinigtes Königreich (OCC) | 14 (23 Wo.)       | 23     |

| ChartsJahrescharts (2009) | Platzierung |
| ------------------------- | ----------- |
| Australien (ARIA)         | 98          |
| Schweiz (IFPI)            | 99          |

| ChartsJahrescharts (2010) | Platzierung |
| ------------------------- | ----------- |
| Deutschland (GfK)         | 16          |

| ChartsJahrescharts (2011) | Platzierung |
| ------------------------- | ----------- |
| Deutschland (GfK)         | 33          |
| Österreich (Ö3)           | 23          |

| ChartsChartplatzierungen | Höchstplatzierung | Wochen |
| ------------------------ | ----------------- | ------ |
| Deutschland (GfK)        | 48 (19 Wo.)       | 19     |

### Auszeichnungen für Musikverkäufe
| Land/Region                  | Auszeichnungen für Musikverkäufe (Land/Region, Auszeichnung, Verkäufe) | Verkäufe  |
| ---------------------------- | ---------------------------------------------------------------------- | --------- |
| Australien (ARIA)            | 6× Platin                                                              | 420.000   |
| Brasilien (PMB)              | Gold                                                                   | 30.000    |
| Dänemark (IFPI)              | Gold                                                                   | 45.000    |
| Deutschland (BVMI)           | 3× Gold                                                                | 450.000   |
| Griechenland (IFPI)          | Platin                                                                 | 20.000    |
| Italien (FIMI)               | Gold                                                                   | 50.000    |
| Kanada (MC)                  | Platin                                                                 | 80.000    |
| Neuseeland (RMNZ)            | 2× Platin                                                              | 60.000    |
| Österreich (IFPI)            | Gold                                                                   | 15.000    |
| Portugal (AFP)               | Platin                                                                 | 10.000    |
| Schweiz (IFPI)               | Gold                                                                   | 15.000    |
| Spanien (Promusicae)         | Gold                                                                   | 30.000    |
| Vereinigtes Königreich (BPI) | 2× Platin                                                              | 1.200.000 |
| Insgesamt                    | 7× Gold · 14× Platin ·                                                 | 2.425.000 |

| Land/Region       | Auszeichnungen für Musikverkäufe (Land/Region, Auszeichnung, Verkäufe) | Verkäufe |
| ----------------- | ---------------------------------------------------------------------- | -------- |
| Österreich (IFPI) | Gold                                                                   | 15.000   |
| Polen (ZPAV)      | Gold                                                                   | 25.000   |
| Ungarn (MAHASZ)   | Platin                                                                 | 4.000    |
| Insgesamt         | 2× Gold · 1× Platin ·                                                  | 44.000   |